# Robyn Maher
Robyn Maher, född den 6 oktober 1959 i Ballarat, Victoria, är en australisk basketspelare som tog OS-brons 1996 i Atlanta. 